# Dulichiopsis barnardi
Dulichiopsis barnardi är en kräftdjursart som beskrevs av Diana R. Laubitz 1977. Dulichiopsis barnardi ingår i släktet Dulichiopsis och familjen Podoceridae. Inga underarter finns listade i Catalogue of Life.